# Blood Diner
 (mai 2023).
Si vous disposez d'ouvrages ou d'articles de référence ou si vous connaissez des sites web de qualité traitant du thème abordé ici, merci de compléter l'article en donnant les références utiles à sa vérifiabilité et en les liant à la section « Notes et références ».
Pour plus de détails, voir Fiche technique et Distribution.
Blood Diner est une comédie horrifique américaine réalisée par Jackie Kong et sortie en 1987.
Le film a été conçu à l'origine pour être une suite de Orgie sanglante, mais il a ensuite été modifié pour devenir un film autonome.

## Synopsis
L'intrigue suit deux frères installant un restaurant comme façade pour tuer des femmes. Avec des parties de leurs corps, ils veulent invoquer la déesse Sheetar.

## Fiche technique
Sauf indication contraire, les informations mentionnées dans cette section peuvent être confirmées par la base de données cinématographiques IMDb,  présente dans la section « Liens externes ».
- Titre : Blood Diner
- Réalisation : Jackie Kong
- Scénario : Michael Sonye
- Musique : Don Preston
- Production : Lawrence Kasanoff, Jackie Kong, Jimmy Malson, Ellen Steloff
- Pays de production : États-Unis
- Langue originale : anglais
- Genre : comédie horrifique
- Durée : 88 minutes
- Date de sortie : 10 juillet 1987

## Distribution
- Rick Burks : Michael Tutman
- Carl Crew  : George Tutman
- LaNette LaFrance : Sheba Jackson
- Roger Dauer : Mark Shepard
- Lisa Guggenheim : Connie Stanton
- Max Morris : Chef Miller
- Roxanne Cybelle : Michel (petit)
- Sir Rodenheaver : George (petit)
- Drew Godderis : Anwar Namtut
- Tanya Papanicolas : Sheetar/Bitsy
- Michael Barton : Vitamin
- John Barton Shields : Jimmy Hitler (petit)
- Effie Bilbrey : Peggy
- Karen Hazelwood : Babs
- Bob Loya : Stan Saldin
- Alisa Alvarez-Wood : Fille aérobie
- Al Davis
- Gene Wells

## Autour du film
- Blood Diner a été tourné dans deux endroits (Tutman Café et Bronson Caves and Canyon)
- Il a été initialement conçu pour être une suite du film de 1963 Blood Feast (Orgie sanglante)